# 안드레 미야토비치
안드레 미야토비치(Andre Mijatović, 1979년 12월 3일, 리예카 ~)는 크로아티아의 전 축구 선수로, 과거 수비수로 활약했다.
그는 리예카 출신으로, 지역 클럽 HNK 리예카에서 축구를 시작하였고, 1998년 팀의 1군에 합류하였다. 그는 5시즌동안 클럽과 함께하였으며, 5시즌 모두 주전으로 뛰며, 리그에서 총 122경기에 출장하여 10골을 득점하였다. 그는 또한 1999년 UEFA 챔피언스리그와 2000년대 초반 UEFA 컵에 출전하여 10경기 출장, 3골을 기록하였다.
그가 리예카에 있는 동안, 미야토비치는 크로아티아 U-21 국가대표팀에 발탁되었고, 1999년 4월과 2001년 6월 사이, U-21 대표팀 소속으로 10경기 출장하였다. 그는 1999년에 나이지리아에서 열린 청소년 챔피언쉽에도 출전하여, 4경기에 풀타임으로 출장하였다. 크로아티아는 16강에서 탈락하였다. 그는 2002년 UEFA U-21 챔피언쉽에도 참여하여 4경기 출장하였다.
2003년 여름, 미야토비치는 리예카를 떠나 NK 디나모 자그레브로 이적하여 2시즌동안 주전으로 활약하며, 리그에서 51경기에 출장하여 1골을 기록하였다. 그는 또한 2004년에 디나모 소속으로 크로아티아 컵을 우승하였고, 이어지는 시즌에는 디나모 소속으로 UEFA 컵에 참가하여, 총 8경기에 출장하여, 2004년 11월 4일 KSK 베버렌전에서 득점하였고, 팀은 6-1로 승리하였다.
2005년 여름, 미야토비치는 디나모를 떠나 독일의 2 분데스리가에 속해 있는 SpVgg 그로이터 퓌르트로 이적하여 팀의 주전이 되었다. 그의 2 분데스리가 데뷔전은 2005년 8월 6일, 디나모 드레스덴 전이었지만, 경고누적으로 퇴장당하면서 씁쓸하게 데뷔전을 치루었다. 그는 2 분데스리가의 첫 시즌에 34경기 중 30경기에 출장하였으며, 팀을 위해 리그에서 3골을 넣었다. 이들 중 첫 번째 골은 2006년 3월 17일, 2-2 무승부로 종료된 SV 바커 부르크하우젠 전이었다.
2007년 7월, 그는 1 분데스리가에 속해 있던 아르미니아 빌레펠트로 이적하여, 팀의 주전이 되었다. 빌레펠트와 3년을 보낸 후, 그는 아르미니아를 떠나 2009-10 시즌 종료후 강등된 헤르타 BSC 베를린으로 이적하였다.

## 수상
NK 디나모 자그레브
- 크로아티아 컵: 2003-04
- 크로아티아 슈퍼컵: 2004

헤르타 BSC 베를린
- 2 분데스리가: 2010-11